# فابيو تافاريس (لاعب كرة قدم)
فابيو تافاريس (بالبرتغالية: Fábio Tavares‏) هو لاعب كرة قدم برتغالي في مركز الهجوم، ولد في 22 يناير 2001 في ماتوسينهوس في البرتغال. لعب مع نادي روتشديل.

## وصلات خارجية
- فابيو تافاريس (لاعب كرة قدم) على موقع قاعدة بيانات كرة القدم.إي يو (الإنجليزية)
- فابيو تافاريس (لاعب كرة قدم) على موقع Soccerway.com (الإنجليزية)